# Michael Dorman

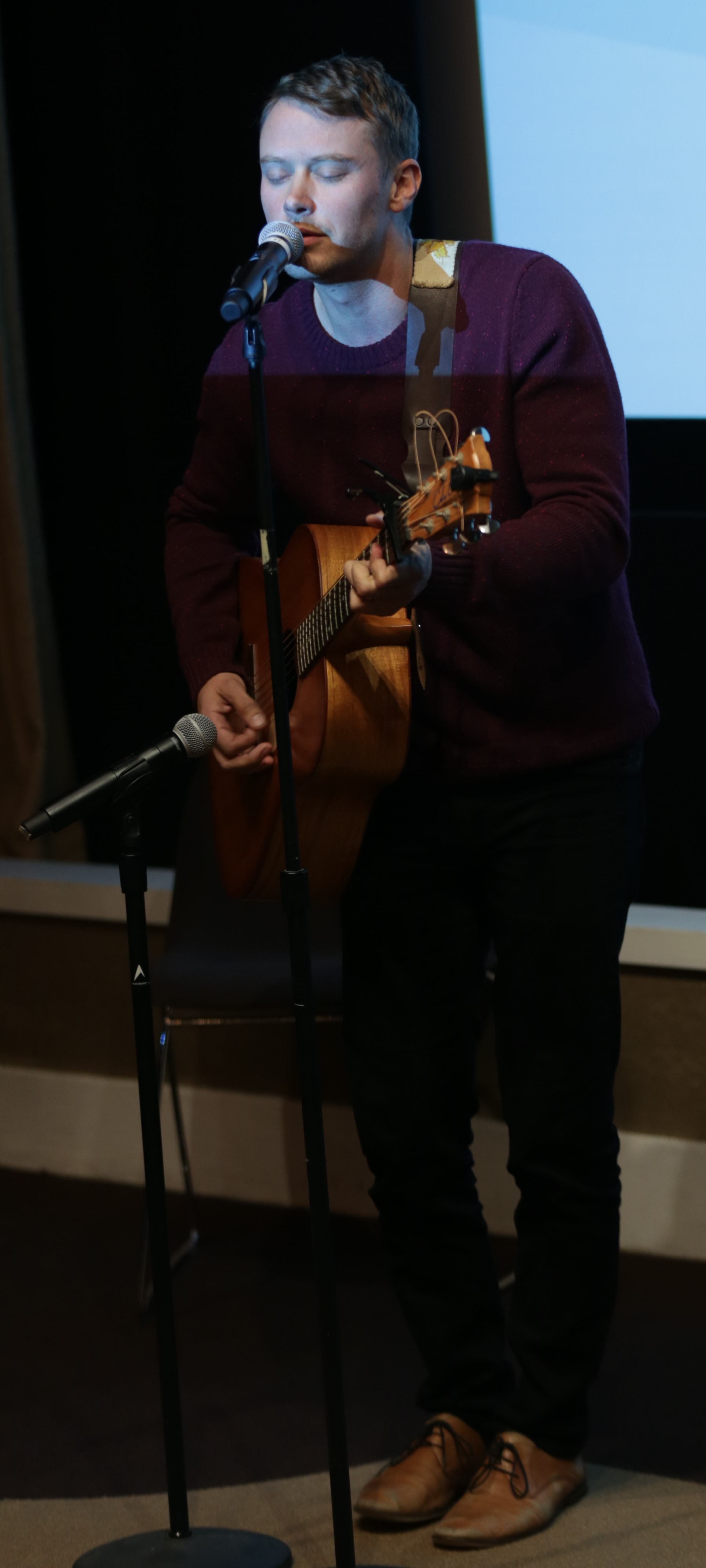
Michael Dorman (2017)

Michael Dorman (* 26. April 1981 in Auckland) ist ein neuseeländischer Schauspieler.

## Leben und Karriere
Dorman wurde in Neuseeland geboren, lebt aber in Australien. Dorman wurde 2013 für eine Hauptrolle in der australischen Fernsehserie Wonderland gecastet.
Größere Bekanntheit erreichte er mit seinem Wirken im australischen Film Suburban Mayhem und der Fernsehserie The Secret Life of Us. Seine erste größere Rolle in einer amerikanischen Produktion war die Hauptrolle in der Agenten-Dramedy Patriot (2015–2018) von Amazon Video.
Im Jahr 2011 heiratete er Tessa Richardson in Maleny, einer Kleinstadt in Queensland.

## Filmografie (Auswahl)
- 2001: Spudmonkey
- 2002–2005: The Secret Life of Us (Fernsehserie, 47 Episoden)
- 2005: Small Claims: White Wedding (Fernsehfilm)
- 2005: 50 Ways of Saying Fabulous
- 2006: The Silence (Fernsehfilm)
- 2006: Suburban Mayhem
- 2007: West
- 2008: Die Erpresser (Acolytes)
- 2008: Prime Mover
- 2009: Triangle – Die Angst kommt in Wellen (Triangle)
- 2009: Daybreakers
- 2010: Needle
- 2011: Blood Brothers (Fernsehfilm)
- 2011: Sleeping Beauty
- 2011: Killer Elite
- 2011: Wild Boys (Fernsehserie, 10 Episoden)
- 2013: Serangoon Road (Fernsehserie, 10 Episoden)
- 2013–2015: Wonderland (Fernsehserie, 44 Episoden)
- 2014: Das Versprechen eines Lebens (The Water Diviner)
- 2015–2018: Patriot (Fernsehserie, 18 Episoden)
- 2016: Goldstone
- 2017: Pirates of the Caribbean: Salazars Rache (Pirates of the Caribbean: Dead Men Tell No Tales)
- 2019–2021: For All Mankind (Fernsehserie, 20 Episoden)
- 2020: Der Unsichtbare (The Invisible Man)
- 2020: The Secrets She Keeps (Fernsehserie, 6 Episoden)
- 2020: Hard Luck Love Song
- 2023: One Piece (Fernsehserie, 2 Episoden)
- 2021–2023: Joe Pickett (Fernsehserie, 20 Episoden)
- 2024: Territory (Fernsehserie, 6 Episoden)